# 라이브플래닛
라이브플래닛(LivePlanet)은 미국의 영화 제작사이다. 벤 애플렉, 맷 데이먼, 크리스 무어, 숀 베일리가 2000년에 설립하였다.

## 작품 목록
- 아메리칸 파이 2 (2001)
- 캔디 케인 (2001)
- 프로젝트 그린라이트 (2001)
- 푸시, 네바다 (2002) (TV)
- 엠퍼러스 클럽 (2002)
- 써드 휠 (2002)
- 스피크이지 (2002)
- 도둑맞은 여름 (2002)
- 매치스틱 맨 (2003)
- 배틀 오브 쉐이커 하이츠 (2003)
- 아메리칸 웨딩 (2003)
- 코어 (2003)
- 서바이빙 크리스마스 (2004)
- 피스트 (2005)
- 가라, 아이야, 가라 (2007)
- 사하라 달리기 (2008)